# Municipio de Millersburg
El municipio de Millersburg (en inglés: Millersburg Township) es un municipio ubicado en el condado de Mercer en el estado estadounidense de Illinois. En el año 2010 tenía una población de 755 habitantes y una densidad poblacional de 8,03 personas por km².

## Geografía
Según la Oficina del Censo de los Estados Unidos, el municipio tiene una superficie total de 94.06 km², de la cual 94,06 km² corresponden a tierra firme y (0 %) 0 km² es agua.

## Demografía
Según el censo de 2010, había 755 personas residiendo en el municipio de Millersburg. La densidad de población era de 8,03 hab./km². De los 755 habitantes, el municipio de Millersburg estaba compuesto por el 99,47 % blancos, el 0,13 % eran asiáticos, el 0,13 % eran de otras razas y el 0,26 % eran de una mezcla de razas. Del total de la población el 2,65 % eran hispanos o latinos de cualquier raza.